# أبريل دي أنغيليس
أبريل دي أنغيليس (بالإنجليزية: April De Angelis)‏ هي مصممة الإضاءة بريطانية، ولدت في 1960م.

## وصلات خارجية
- أبريل دي أنغيليس على موقع ميوزك برينز (الإنجليزية)